# Шері Арісон
Шері Арісон (англ. Shari Arison, івр. שרי אריסון; нар. 9 вересня 1957, Нью-Йорк) — ізраїльська підприємиця, банкірка та філантропка американського походження, найбагатша жінка Ізраїлю. Власниця Arison Investments, до складу якої входять декілька бізнес-компаній, і The Ted Arison Family Foundation, що включає кілька філантропічних організацій, які є її дочірніми компаніями. Була контрольною акціонеркою Банку Апоалим протягом 21 року до продажу деяких своїх акцій у листопаді 2018 року. Була власницею Shikun & Binui протягом 22 років, проданої Saidoff Group 6 серпня 2018 року.
За даними Forbes, найбагатша жінка на Середньому Сході і єдина жінка, яка потрапила до 20-тки найбагатших людей регіону у 2007 році. Станом на 2018 рік Forbes оцінив свій статок у 4,5 мільярда доларів, що зробило її 334-ю за багатством у світі, та четвертою — в Ізраїлі.

## Біографія
Народилася в Нью-Йорку в родині бізнесмена Теда Арісона і Міни Арісон Сепір. У неї є старший брат Мікі. У 1966 році батьки розлучилися, і вона переїхала до Ізраїлю до матері. У 12 років повернулася до США, щоб жити з батьком, а через п'ять років повернулася до Ізраїлю, щоб вступити до Сил оборони Ізраїлю. У 1999 році батько помер і заповів їй 35% свого майна.
У 2003 році Шері Арісон стала мішенню протестів після того, як 900 працівників були звільнені з банку Hapoalim.
У березні 2009 року Арісон спонсорувала третій щорічний «День добрих справ» в Ізраїлі, під час якого її некомерційна організація Ruach Tova надихнула тисячі ізраїльтян взяти участь у волонтерській діяльності по всій країні. У рамках заходу, який відбувся поблизу Тель-Авіва, палестинський молодіжний оркестр виступив на годинному концерті на честь тих, хто пережили Голокост. Вони грали класичні арабські мелодії та пісні про мир, але після повернення групи до Дженіна місцева арабська влада засудила керівника оркестру за її «експлуатацію дітей у політичних цілях». Подія привернула увагу світових ЗМІ. Після концерту на честь «Дня добрих справ» диригентку оркестру вигнали з її рідного міста Дженін.
У 2010 році Арісон була нагороджена нагородою Партнерів за демократію Ліги дружби Америки та Ізраїлю за її внесок у розвиток економіки Ізраїлю та США.

## Господарська діяльність
Арісон володіє різними підприємствами та благодійними організаціями, зокрема:
- Arison Investments
- Сімейний фонд Теда Арісона
- Банк Хапоалім
- Шикун і Бінуі
- Goodnet.org — онлайн-видання з розповідями «Добрі новини»[16]

## Особисте життя
Арісон була тричі розлучена. Її першим чоловіком був Хосе Антоніо Суейрас, офіцер на одному з кораблів, що належали її батькові; у них було троє дітей. Другим чоловіком був баскетболіст Мікі Дорсман; у них була одна дитина. Втретє була одружена з Офером Глейзером.